# Lolita23q
Lolita 23Q (少女-ロリヰタ-23区 roriwita nijū-san ku?,  el shōjo no se lee) es una banda musical de Visual kei procedente de Japón. Fue formada en 2004.

## Miembros

### Miembros actuales
- Vocalista: Sōshi (総史) nacido 7 de julio.
- Guitarra: Ryūto (龍兎) nacido 29 de abril.
- Guitarra: Yuki (ユ≠キ) nacido 4 de mayo.
- Bajista: Ryōsuke (リョヲ丞) nacido 6 de julio.
- Batería: BAN, nacido 24 de septiembre.

### Miembros anteriores
- Vocalista: Sou (颯～そう～) nacido 25 de marzo.
- Guitarra: Megumi (仔池 恵)

## Discografía

### Sencillos
- [2004.12.03] Otanoshimi En Ban -Disc- (おたのしみ円盤-ディスク-)[2]
- [2005.02.13] Sui-Suiren-Ren no Heya (睡-スイレン-蓮の部屋)
- [2005.06.21] 23 Ku Kikagaku Kan. (23区幾何学缶。)
- [2005.06.21] TandekiMe:LoW(Retoromerō) (耽溺Me:LoW（レトロメロウ）)
- [2005.09.19] Tokyo Kinku Baveltower ～Aka no Yume～ (東京禁区バヴェルタワー〜あかのゆめ〜)
- [2005.11.22] Tokyo Rinkai Anastasia ～Ao no Yume～ (東京臨界アナスタシア〜あおのゆめ〜)
- [2005.11.24] Ao no Yume (碧ノユメ)
- [2006.08.09] Reizai -REAL- Monitā naibo no dennō ~Digital・Meido~ (玲在-REAL-モニタァ内部の電脳〜デジタル・メイド〜隷娘)
- [2006.12.04] SWEETEST OCEAN
- [2007.05.16] Genosense (ジェノセンス)
- [2007.05.30] Reimei (黎明-reimei-)
- [2007.08.08] RED ROOM
- [2007.09.05] Mikansei Sapphire (未完成サファイア)
- [2008.03.05] Hoshi no Kakera (ホシノカケラ)
- [2008.11.05] Garizm (ガリズム-garizm-)
- [2008.03.05] CERAMIC STAR (CERAMIC★STAR)
- [2010.12.22] WHITE BLADE
- [2011.05.11] I'z

### Álbumes y miniálbumes
- [2006.02.22] Murakami no Yume (むらさきのゆめ)
- [2006.05.19] Kyūyaku:Baitai Shōjo-Media・Lolita (旧約:媒体少女-メディア・ロリヰタ-)
- [2006.05.24] Shinyaku:Baitai Shōjo-Media・Lolita (新約:媒体少女-メディア・ロリヰタ)
- [2006.10.25] Risō Kakū Toshi (理想架空都市)
- [2007.11.07] Brand New Ward
- [2008.04.02] MEMORIAL 2005-2006 Lolita23q (MEMORIAL2005-2006 少女-ロリヰタ-23区)
- [2009.03.25] Marble_Shaking_Ward
- [2009.10.07] BeSt (；BeSt)
- [2010.08.25] Seitai Jigen Kuiki Minerva (星帯次元区域ミネルヴァ)

### DVD
- [2009.04.08] TOUR`08 Garizm king world (Waga Ichiban no Sekai) (TOUR`08 Garizm king world「我一番の世界」)
- [2010.02.08] .doc ～TOUR '09 Carnival of Ⅲ ward Live&Document～
- [2010.09.23] Ma・Shōjo Shuto Kikagaku Ten_2010 Shin・Metororita Disupureishō- (真・少女首都幾何学展_2010-シン・メトロリヰタディスプレヰショウ-)